# Баодін
Баодін (кит.: 保定; піньїнь: Bǎodìng) — місто-префектура, розташоване в центральній провінції Хебей Китаю за 150 км на південний захід від столиці країни Пекіну.
За даними перепису 2010 року в місті Баодін проживало 11 194 372 жителів. Баодін посідає сьоме місце серед 13 китайських міст Китаю з населенням понад 10 мільйонів.

## Історія
Історія міста Баодін сягає часів династії Західна Хань. Воно було зруйновано монголами в ХІІІ столітті, але після того, як монголи заснували династію Юань, місто після 1227 року було відбудовано. Місто отримало назву «Баодін», що приблизно означає «охороняти [столицю]» та «наводити лад [у країні]», маючи на увазі його близькості до Пекіна. З 1669 року Баодін протягом багатьох років був столицею Чжилі та важливим культурним центром династії Мін та ранньої династії Цін. Під час Боксерського повстання у місті було вбито одного турка, двох швейцарців та італійця.
Після Синьхайської революції та утворення Китайської республіки було проведено реформу структури адміністративного поділу, в ході якої управи були скасовані, і тому Баодінська управа була перетворена на повіт Цін'юань. В 1913 році центр провінції Чжилі було перенесено до Тяньцзіня. У 1935 році Тяньцзінь став містом центрального підпорядкування, і уряд провінції Хебей повернувся до Баодіна. Під час японсько-китайської війни Баодін окупували японські війська.
Після закінчення Другої світової війни у Китаї відновилася війна між компартією та гоміньданом. 5 листопада 1948 року Народно-визвольна армія оточила Баодін, а 22 листопада гоміньданівські війська втекли до Пекіна, залишивши місто комуністам. Після цього було проведено розмежування між юрисдикціями влади міста Баодін та повіту Цін'юань; кордоном підвладних їм територій став зовнішній міський рів Баодіна, а влада повіту Цін'юань переїхала з міста Баодін до селища Чжуншань.
1 серпня 1949 року було створено народний уряд провінції Хебей, столицею провінції став Баодін. 9 серпня було створено офіс адміністративного інспектора округу. У травні 1958 року уряд провінції Хебей знову переїхав до Тяньцзіня. У листопаді 1958 року, після зміни адміністративно-територіального поділу, Баодінський спеціальний район включав 1 місто та 10 повітів, а в 1960 році місто та спеціальний район були злиті в єдиний міський округ. В 1961 році знову відновили спеціальний район Баодін, а з 1962 року він знову включав 1 місто та 22 повіти. У 1966 році уряд провінції Хебей повернувся в Баодін, але в 1968 переїхав до Шицзячжуану. У грудні 1994 року, після об'єднання міста з районом, Баодін став провінційним містом.
У квітні 2017 року Центральний комітет Комуністичної партії Китаю та Державна рада оголосили про рішення перетворити повіти Сюн, Жунчен і Аньсінь у Баодіні на новий район національного значення Сюн'ань, з акцентом на інновації.

## Географія
Баодін розташований у центрально-західній частині провінції Хебей на північно-китайській рівнині, що межує з горами Тайханшань на заході. Місто межує з містами рівня префектури в провінції Чжанцзяцзе на півночі, Ланфан і Цанчжоу на сході та з Шицзячжуан і Хеншуй на півдні. Баодін також межує з Пекіном на північному сході та Шаньсі на заході.
Рельєф в адміністративному районі Баодін знижуються з північного заходу на південний схід. У західній частині Баодіна переважають гори та височини, висота яких зазвичай перевищує 1000 метрів. Ця територія включає частини повітів Лайшуй, Йі, Маньчен, Шуньпін, Тан і округ Фупінг, а також весь повіт Лайюань, що займає 30,6 % префектури. Найвища вершина — Гора Вайтой (歪头山) висотою 2286 метрів. Далі на південний схід від цієї зони, починаються невисокі гори та височини, що займають 18,9 % від площі префектури. Далі на схід, загалом, переважає рівнинний рельєфу висотою від 30 до 100 метрів. Основними річками є Джума, Ішуй (易水), Цао (漕河), Лунцюань (龙泉河), Тан (唐河) і Ша. Поруч знаходиться озеро Байяндянь — найбільше природне озеро у Північному Китаї.

### Клімат
У Баодіні континентальний, під впливом мусонів вологий континентальний / напівпосушливий клімат (за Кеппеном BSk), який характеризується жарким і вологим літом через східно-азійські мусони, та, як правило, холодною, вітряною та дуже сухою зимою, яка відображає вплив великого Сибірського антициклону. Весною часто бувають піщані бурі, що дмуть з монгольського степу. Все це супроводжується різким потеплінням, але, як правило сухими умовами. Осінь схожа на весну температурою та відсутністю опадів. Річна кількість опадів, близько 60 % яких випадає тільки в липні та серпні, дуже мінлива і ненадійна. У самому місті ця кількість в середньому становить мізерні 560 міліметрів на рік.
Найтепліший місяць — липень із середньою температурою 26,8 °C. Найхолодніший місяць — січень, із середньою температурою -3,2 °С, а середньорічна температура становить 12,9 °C.
| Клімат Баодіна          | Клімат Баодіна | Клімат Баодіна | Клімат Баодіна | Клімат Баодіна | Клімат Баодіна | Клімат Баодіна | Клімат Баодіна | Клімат Баодіна | Клімат Баодіна | Клімат Баодіна | Клімат Баодіна | Клімат Баодіна | Клімат Баодіна |
| Показник                | Січ.           | Лют.           | Бер.           | Квіт.          | Трав.          | Черв.          | Лип.           | Серп.          | Вер.           | Жовт.          | Лист.          | Груд.          | Рік            |
| Абсолютний максимум, °C | 12             | 22             | 27             | 32             | 37             | 41             | 38             | 37             | 36             | 31             | 21             | 15             | 41             |
| Середній максимум, °C   | 2              | 6              | 12             | 21             | 27             | 32             | 32             | 30             | 26             | 20             | 10             | 3              | 18             |
| Середня температура, °C | −3             | 0              | 6              | 14             | 20             | 25             | 27             | 25             | 20             | 13             | 5              | −1             | 12             |
| Середній мінімум, °C    | −9             | −5             | 0              | 7              | 13             | 19             | 22             | 21             | 15             | 7              | 0              | −6             | 7              |
| Абсолютний мінімум, °C  | −18            | −16            | −12            | −3             | 3              | 12             | 17             | 15             | 6              | −2             | −12            | −15            | −18            |
| Норма опадів, мм        | 0              | 0              | 0              | 0              | 20             | 70             | 220            | 150            | 20             | 10             | 0              | 0              | 560            |
| Днів з дощем            | 0              | 1              | 1              | 1              | 3              | 5              | 8              | 6              | 2              | 1              | 1              | 1              | 37             |
| Вологість повітря, %    | 50             | 55             | 56             | 47             | 50             | 55             | 74             | 79             | 69             | 69             | 69             | 66             | 62             |
| ----------------------- | -------------- | -------------- | -------------- | -------------- | -------------- | -------------- | -------------- | -------------- | -------------- | -------------- | -------------- | -------------- | -------------- |
| Джерело: Weatherbase    |                |                |                |                |                |                |                |                |                |                |                |                |                |

## Адміністративний поділ
Баодін, як префектура складається з 5 районів, 4 повітових міст та 15 повітів:
| Карта | Карта      | Карта     | Карта      | Карта          |
| --- | ---------- | --------- | ---------- | -------------- |
| Фупін Лайюань Тан Цюйян Лайшуй Ї ① ② ③ Дінчжоу Цін'юань Сюйшуй Дінсін Гаоян ④ ⑤ ⑥ Лі Боє ⑦ Аньго Чжочжоу ⑧ Сюн ① Шуньпін ② Маньчен ③ Ванду ④ Цзінсю ⑤ Ляньчи ⑥ Аньсінь ⑦ Жунчен ⑧ Гаобейдянь |            |           |            |                |
| Статус | Назва      | Ієрогліфи | Ієрогліфи  | Піньїнь        |
| Статус | Назва      | Спрощені  | Традиційні | Піньїнь        |
| Район | Цзінсю     | 竞秀区    | 竞秀區     | Jìngxiù Qū     |
| Район | Ляньчи     | 莲池区    | 蓮池區     | Liánchí Qū     |
| Район | Маньчен    | 满城区    | 滿城區     | Mǎnchéng Qū    |
| Район | Цін'юань   | 清苑区    | 清苑區     | Qīngyuán Qū    |
| Район | Сюйшуй     | 徐水区    | 徐水區     | Xúshuǐ Qū      |
| Місто | Дінчжоу    | 定州市    | 定州市     | Dìngzhōu Shì   |
| Місто | Чжочжоу    | 涿州市    | 涿州市     | Zhuōzhōu Shì   |
| Місто | Аньго      | 安国市    | 安國市     | Ānguó Shì      |
| Місто | Гаобейдянь | 高碑店市  | 高碑店市   | Gāobēidiàn Shì |
| Повіт | Ї          | 易县      | 易縣       | Yì Xiàn        |
| Повіт | Лайюань    | 涞源县    | 淶源縣     | Láiyuán Xiàn   |
| Повіт | Дінсін     | 定兴县    | 定興縣     | Dìngxīng Xiàn  |
| Повіт | Шуньпін    | 顺平县    | 順平縣     | Shùnpíng Xiàn  |
| Повіт | Тан        | 唐县      | 唐縣       | Táng Xiàn      |
| Повіт | Ванду      | 望都县    | 望都縣     | Wàngdū Xiàn    |
| Повіт | Лайшуй     | 涞水县    | 淶水縣     | Láishuǐ Xiàn   |
| Повіт | Гаоян      | 高阳县    | 高陽縣     | Gāoyáng Xiàn   |
| Повіт | Аньсінь    | 安新县    | 安新縣     | Ānxīn Xiàn     |
| Повіт | Сюн        | 雄县      | 雄縣       | Xióng Xiàn     |
| Повіт | Жунчен     | 容城县    | 容城縣     | Róngchéng Xiàn |
| Повіт | Цюйян      | 曲阳县    | 曲陽縣     | Qūyáng Xiàn    |
| Повіт | Фупін      | 阜平县    | 阜平縣     | Fùpíng Xiàn    |
| Повіт | Боє        | 博野县    | 博野縣     | Bóyě Xiàn      |
| Повіт | Лі         | 蠡县      | 蠡縣       | Lǐ Xiàn        |

## Демографія
За даними перепису 2010 року, кількість постійного населення міста становила 11 194 379 чоловік, що на 605 100 чоловік або 5.71 % більше, ніж у 2000 році. Співвідношення чоловіків і жінок було 101,94:100.
Дітей у віці до 14 років було 1 915 800 (17.11 % населення), громадян у віці від 15 до 64 років — 8 370 600 (74.78 %), а старше 65 років — 908 тис. (8.11 %). Міський район Баодін, що складається з 5 міських округів, мав населення приблизно 2 739 887 осіб (перепис 2010 року).
Переважна більшість населення китайці (ханьці). Також основна мова у Баодіні — китайська мандарин, зокрема, баодінський та хейбейсько-шаньдунський говори мандаринської мови. Незважаючи на близькість Баодіна до Пекіна, баодінський говір має мало спільного з пекінським говором. Скоріше він більш тісно пов'язаний із тяньцзінським говором.

## Економіка
Баодін розташований у центрі Бохайської економічної зони, яка включає Пекін, Тяньцзінь та Шицзячжуан. Одним із найбільших роботодавців в Баодіні є «China Lucky Film» — найбільший виробник світлочутливих матеріалів і магнітних носіїв запису в Китаї, а також компанія «Yingli group» — спонсор чемпіонату світу 2010 року, що має свою штаб-квартиру в Баодіні. Ця фірма входить до десятки світових виробників сонячних панелей. Список із більш-менш відомих компаній включає «ZhongHang HuiTeng Windpower Equipment Co., Ltd» (вітрогенератори), «Baoding Tianwei Group Co., Ltd» (трансформатори) та Грейт Волл мотор.
- Зона високотехнологічного промислового розвитку Баодін.[10]

«Great Wall Motors Company Limited» є китайським виробником автомобілів зі штаб-квартирою в Баодіні (Хебей, Китай). Компанія була заснована в 1984 році, названа на честь Великого китайського муру. Це найбільший у Китаї виробник позашляховиків і пікапів. Продає легкові та вантажні автомобілі під брендом «Great Wall» і позашляховики під брендами «Haval» та «WEY». У 2016 році Great Wall Motors встановила історичний рекорд продажів у 1 074 471 автомобіль по всьому світу, що на 26 % більше, ніж у 2015 році.

## Відновлювана енергетика
У місті Баодін функціонує один з найбільших у Китаї заводів з виробництва лопатів, які використовуються у вітрогенераторах, які обслуговують переважно внутрішній ринок. «Tianwei Wind Power Technology» є одним з трьох основних заводів у Баодіні, які виробляють вітрові турбіни. У 2008 році він випустив свої перші 20 турбін в 2008 році, а вже у 2009 році — 150 одиниць, в 2010 році — вже 500. Тим не менш, Баодін на даний момент вважається найбільш забрудненим містом Китаю.

## Транспорт
Баодін має гарне сполучення з іншими містами, оскільки він розташований на одному з головних шляхів до Пекіна. Швидкісна автомагістраль англ. Jingshi Expressway з'єднує ці два міста. Також Баодін  є західною кінцевою станцією швидкісної магістралі англ. Baojin Expressway, що з'єднує місто з Тяньцзіньом, який є одним із двох найближчих портів (іншим є Хуанхуа). Залізниця «Jingguang» забезпечує регулярні рейси до Західного залізничного вокзалу Пекіна. 30 грудня 2012 року в Баодіні було відкрито новий залізничний вокзал, у той час як старий вокзал закритили для пасажирів. Східна залізнична станція Баодін розташована за 9,5 км на схід на швидкісній залізниці Пекін–Гуанчжоу–Шеньчжень–Гонконг.

## Армія
Баодін є штабом 38-ї механізованої групи армії Збройних сил Китайської народної республіки. Це одна з трьох груп армій, які входять до Пекінського військового округу та відповідають за захист столиці КНР.

## Культура

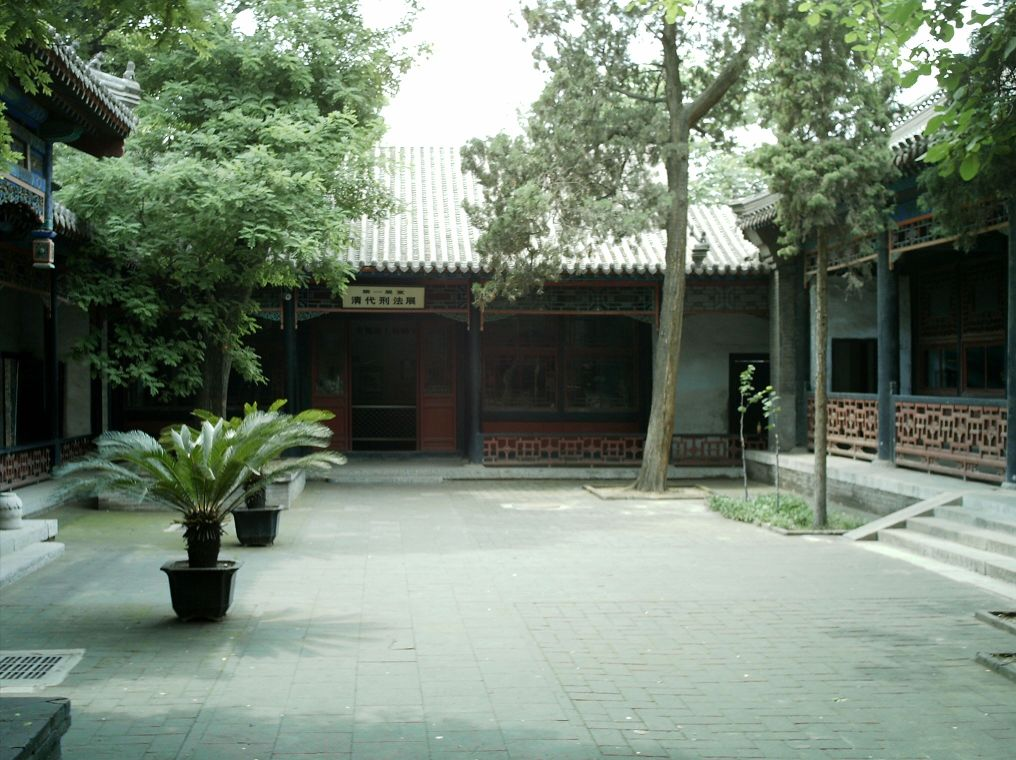
Внутрішній дворик в особняку губернатора Чжілі

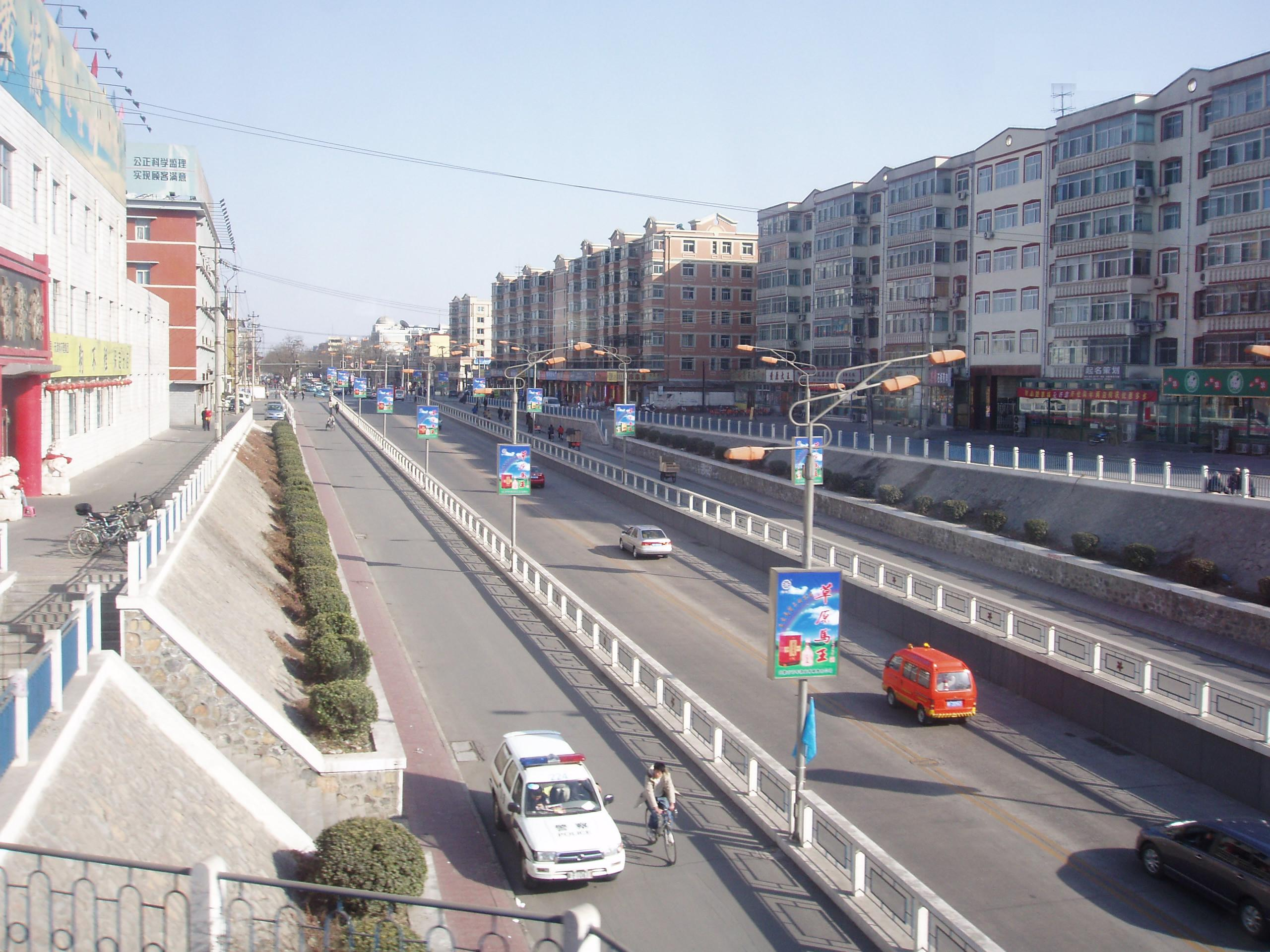
Одна з вулиць Баодіна

Мабуть, найвідомішим предметом, який нібито походить з Баодіна, є кульки з Баодіна або «китайські кульки», які можна використовувати для розслаблення руки, що працює більше на клавіатурі та зміцнення зап'ястя. Найвідомішою місцевою фірмовою їжею є «Люйжоу хошао» (дослівно ослиний бургер; 驴肉火烧).
У повіті Аньсінь розташована Асоціація сільської музики Квантоу (圈头村音乐会), відома традиційна музична група, яка виконує на гуань (гобої), шен (орган) та ударні. Село Квантоу розташоване на острові озера Байяндянь.
Вулиці міста сплановані за зразком чіткої сітки. Хоча це менш помітно в старій частині міста. Традиційною головною вулицею старого Баодіна є Юхуа-роуд, що тягнеться від центру міста до його східної околиці. Більшість історичних будівель Баодіна розташовані саме в цьому районі, поряд з деякими з його великих торгових центрів. Інші головні вулиці — це Донгфенг Роуд і Палацовий Проспект. Є також кільцева дорога навколо міста.
У Баодіні функціонує університету Хебей, Північнокитайський електроенергетичний університет, а також ще три виші та 12 коледжів.

### Історичні місця

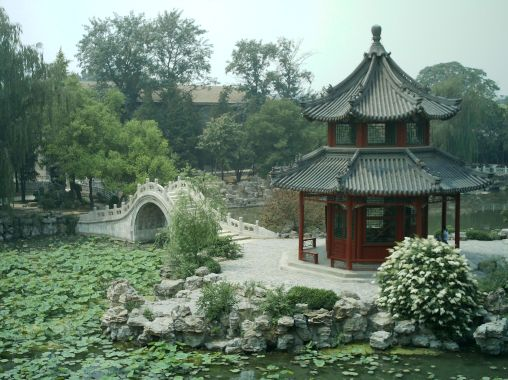
Стародавній сад Лотосу в Баодіні

Баодін містить ряд визначних історичних місць. В самому місті, знаходиться історичний особняк губернатора провінції та стародавній сад лотоса. На пагорбах на північний захід від міста, недалеко від передмістя Маньчен, знаходяться гробниці Маньчен Хань, де поховані принц Лю Шен і його дружина Доу Ван.
У великому адміністративному районі Баодін налічується 16 культурний та історичних пам'яток, що охороняються державою:
1. Мощі столиці держави Янь (475 р. до н. е. — 221 р. до н. е., повіт Ісянь)
2. Великий китайський мур на перевалі Цзіцзінгуань (1368—1644 рр., повіти Ісянь та Лайюань)
3. Стела Дао Де цзін (618—907 рр., Ісянь округ)
4. Гробниці Західної Цін (1730—1915 рр., повіт Ісянь)
5. Храм Геюань (916—1125 рр., провінції Лайюань округу)
6. Павільйон Кіюн (1306, Дінсін округ)
7. Кам'яна колона Ісіхуей (550—577 рр., Дінсін округ)
8. Монастир Кайюань (960—1127 рр., Дінчжоу округ)
9. Храм Кайшань (618—907, округ Гаобейдянь)
10. Реліквія фарфорової печі Дінчжоу (960—1127 рр., округ Куян)
11. Храм Бейюе (386—543, округ Кюнг)
12. Руїни штаб-квартири прикордонного району Цзінь-ча-дзі (1938, округ Фупін)
13. Підземний тунель Раньчжуан (1937—1945 рр., округ Ціньюань)
14. Гробниці Маньчен Хань (154 р. до н. е. — 113 р. до н. е., округ Манчен)
15. Офіс губернатора провінції Чжілі (1730—1911, Баодін)
16. Історичне місце Баодінської військової академії (1902—1923)

## Відомі люди
- Фан Хунбінь — гімнастка, срібна призерка літніх Олімпійських ігор в 1996 році.
- Фан Є — гімнастка, переможець чемпіонату світу із спортивної гімнастики (2003) на колоді.
- Го Цзінцзін — стрибунка у воду та золота медалістка літніх Олімпійських ігор у 2004 та 2008 роках.
- Цянь Хун — плавчиня і золота медалістка літніх Олімпійських ігор у 1992 році.
- Вей Цзяньцзюнь — мільярдер, голова Грейт Волл Моторс
- Ши Чансю — вчений, лауреат Державної премії за найкращі досягнення в галузі науки і технологій 2010 року
- Ян Су — китайський драматург і поет.
- Ті Нін — письменниця, президент Китайської Асоціації письменників.

## Міста-побратими
- Шарлотт, Північна Кароліна, США[13]

## Галерея

Зображення з Баодіна
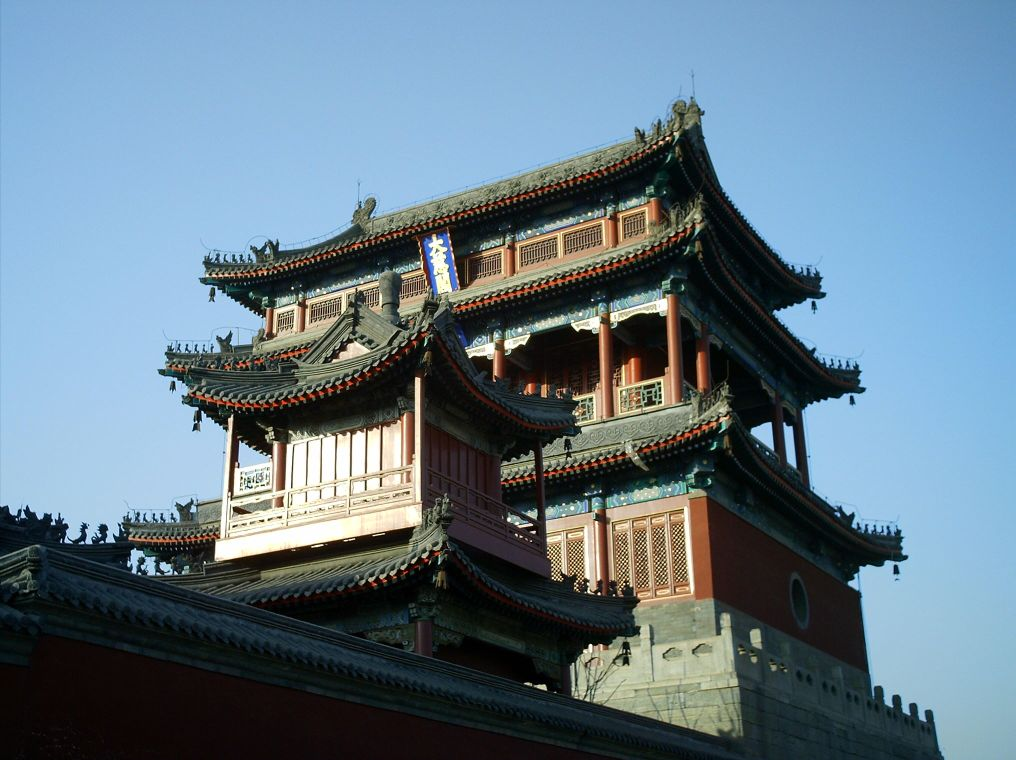
Храм у центрі старої частини Баодіна
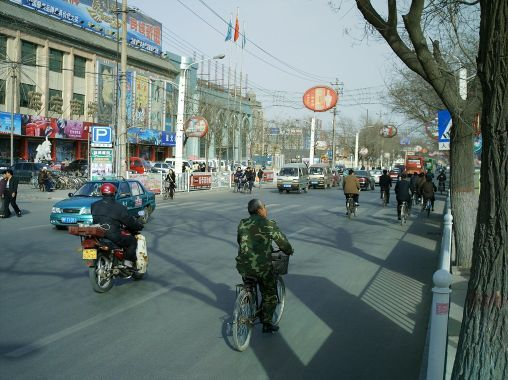
Частина дороги Юхуа, головної вулиці старої частини Баодіна
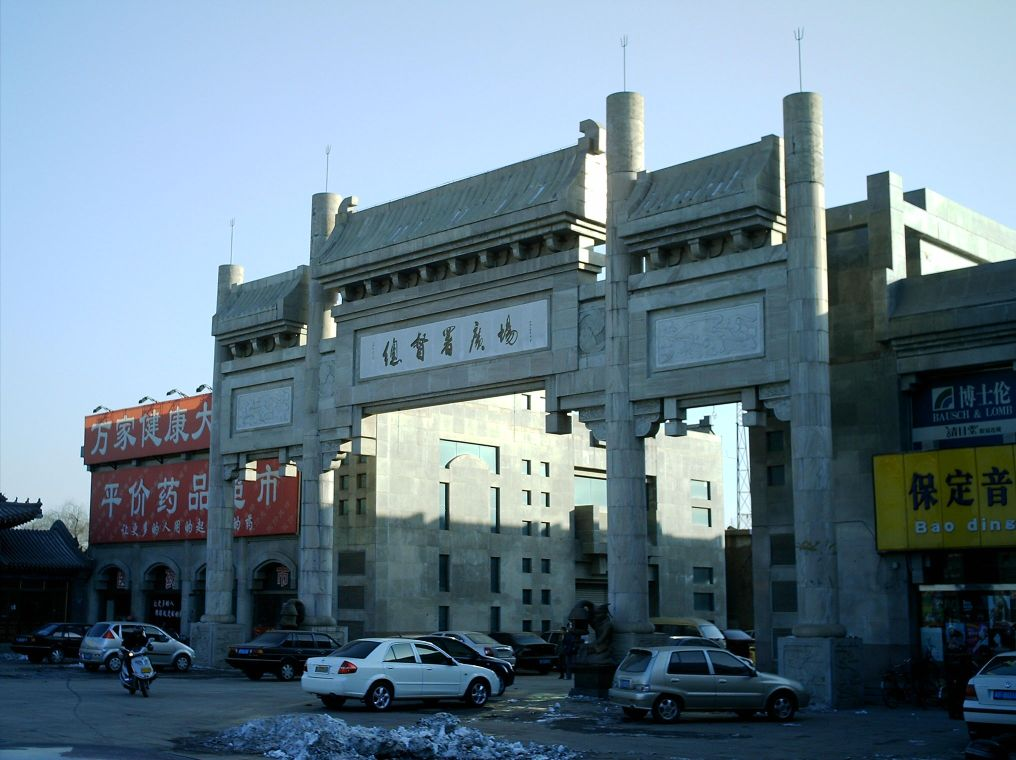
Арка на дорозі Юхуа в старій частині Баодін
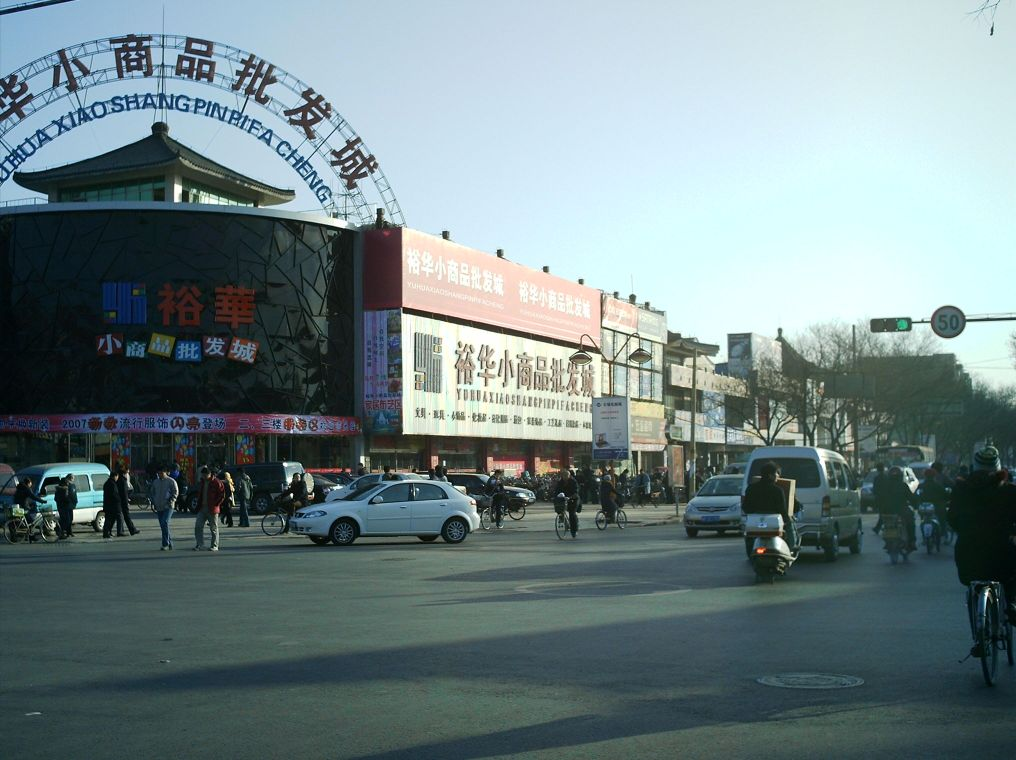
Перехрестя в торговельному районі Юхуа Роад
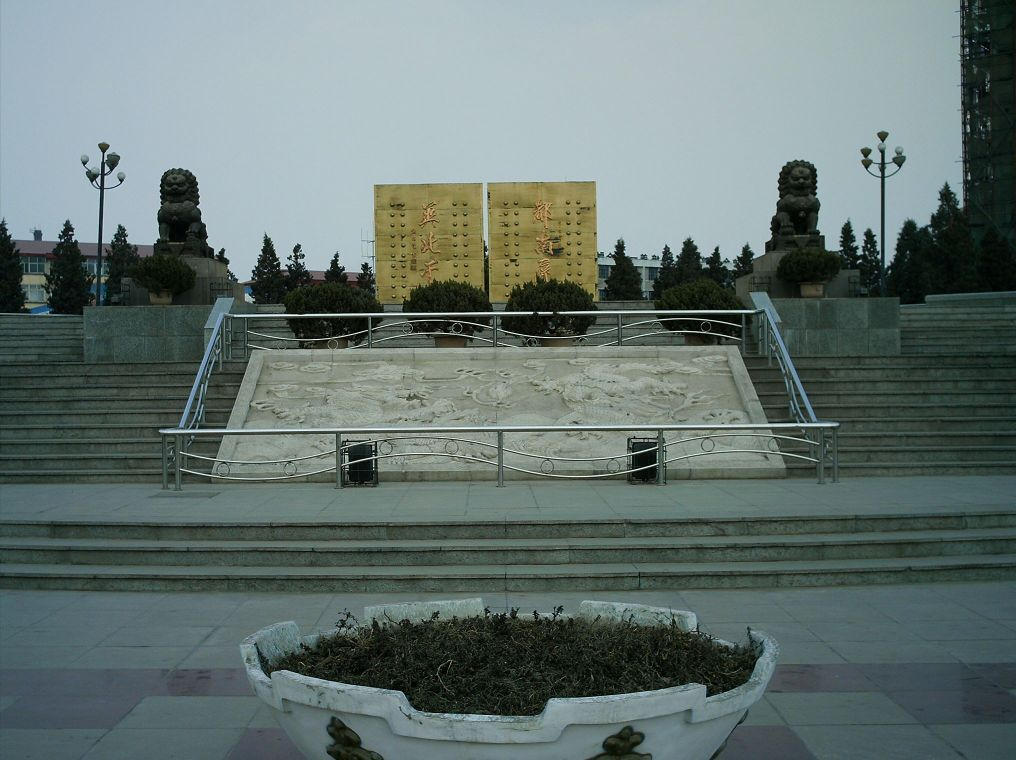
Громадський пам'ятник
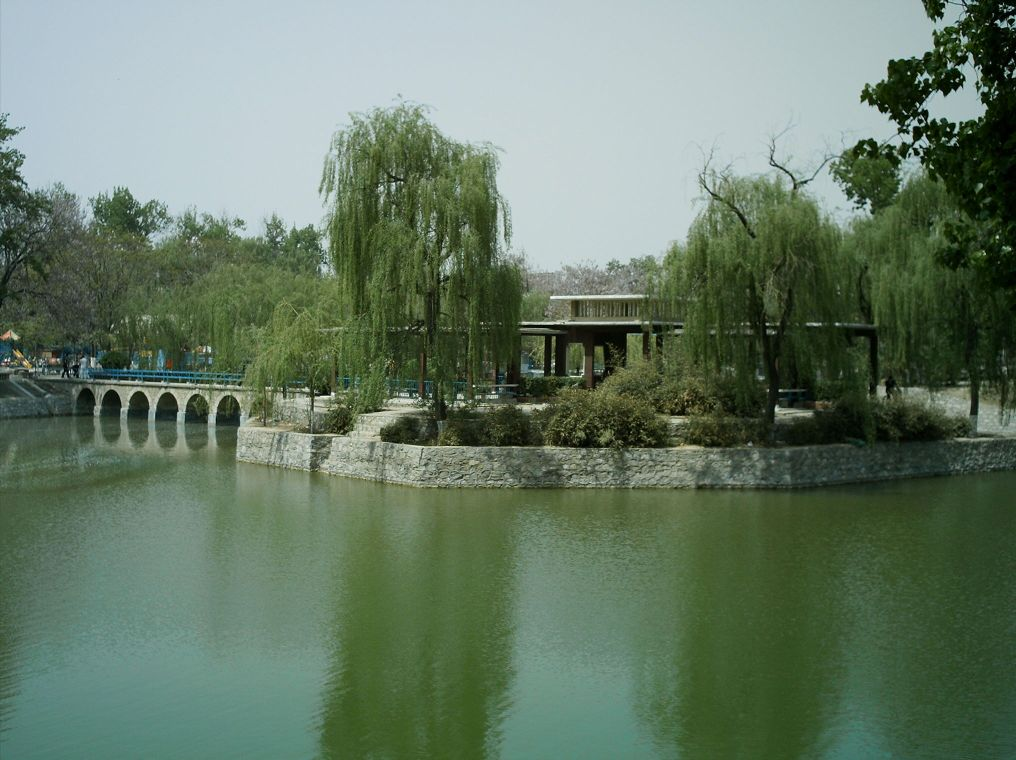
Громадський пам'ятник
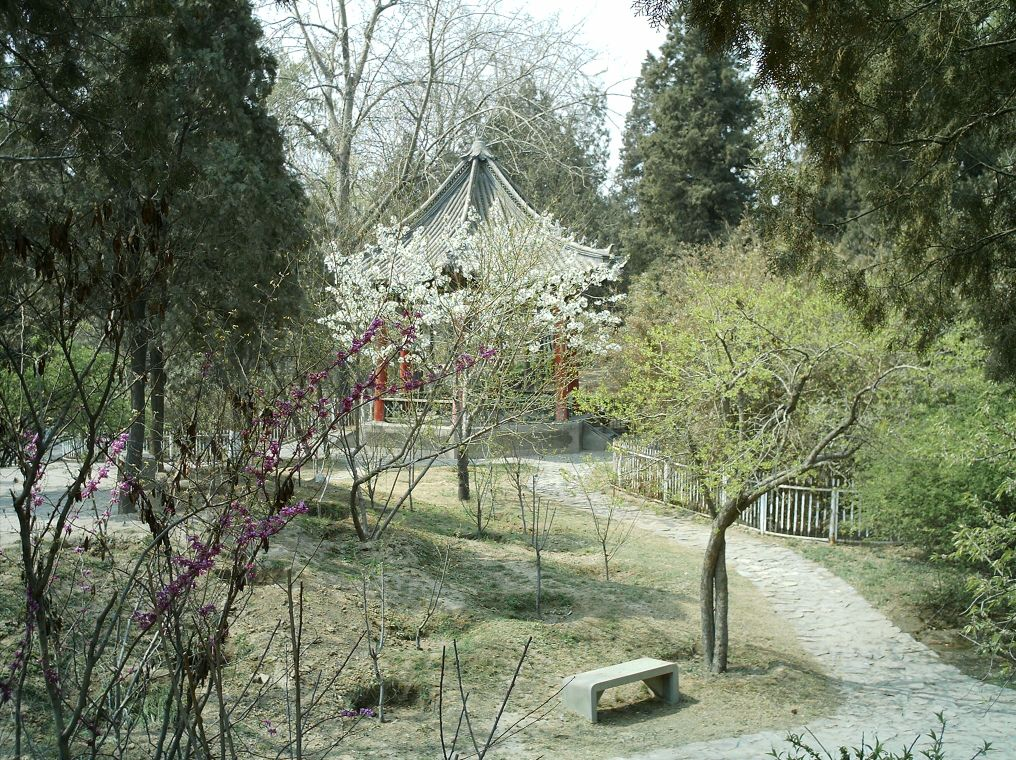
Громадський пам'ятник
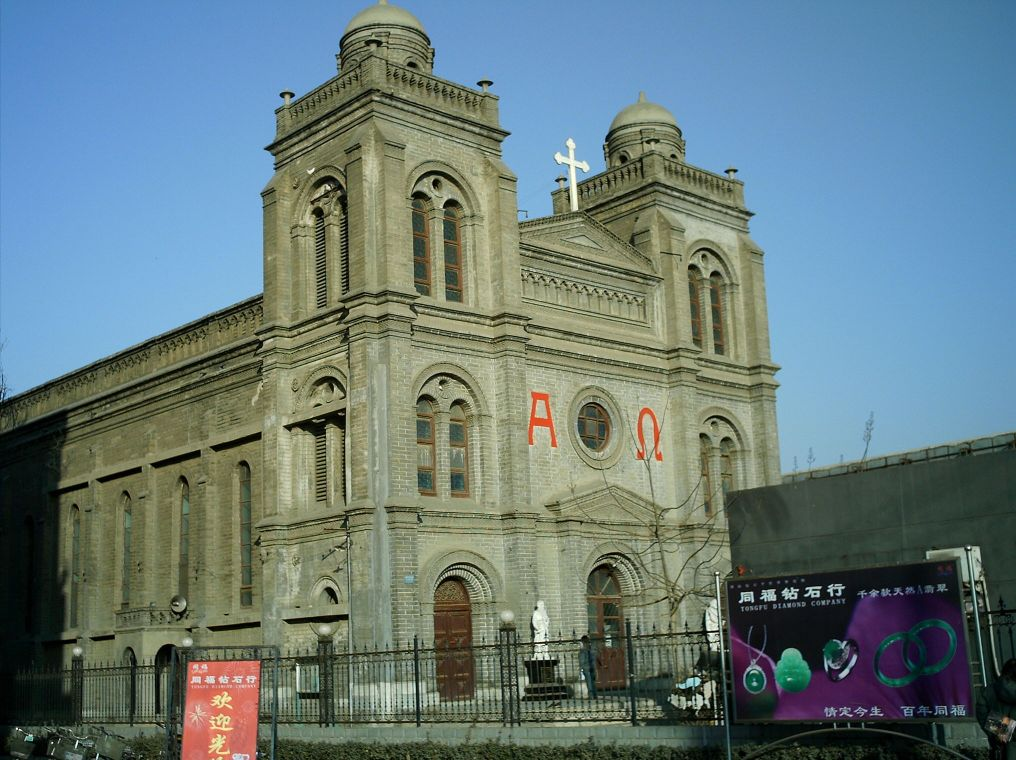
Собор у Баодіні
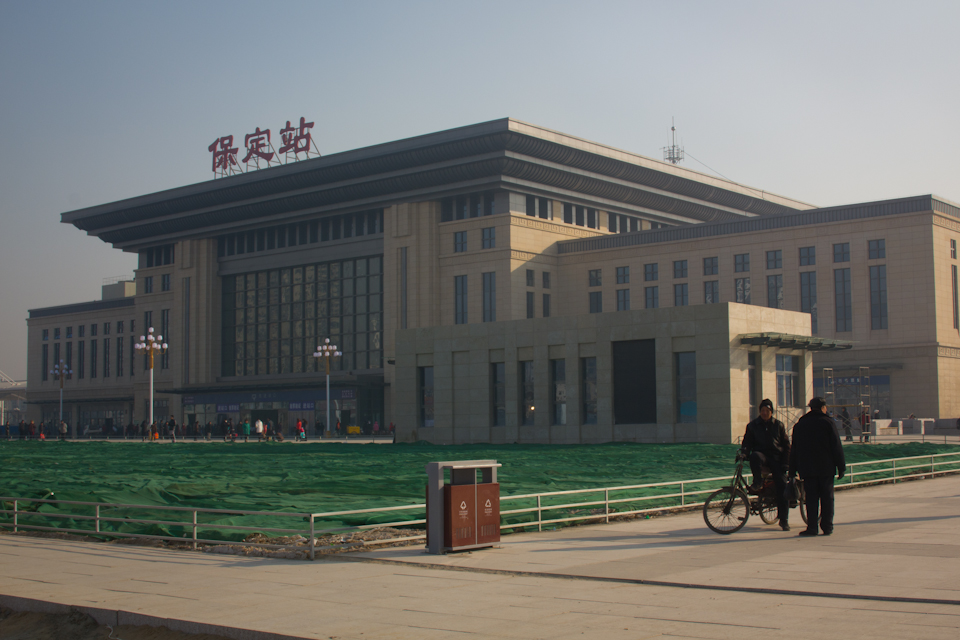
Залізничний вокзал у Баодіні
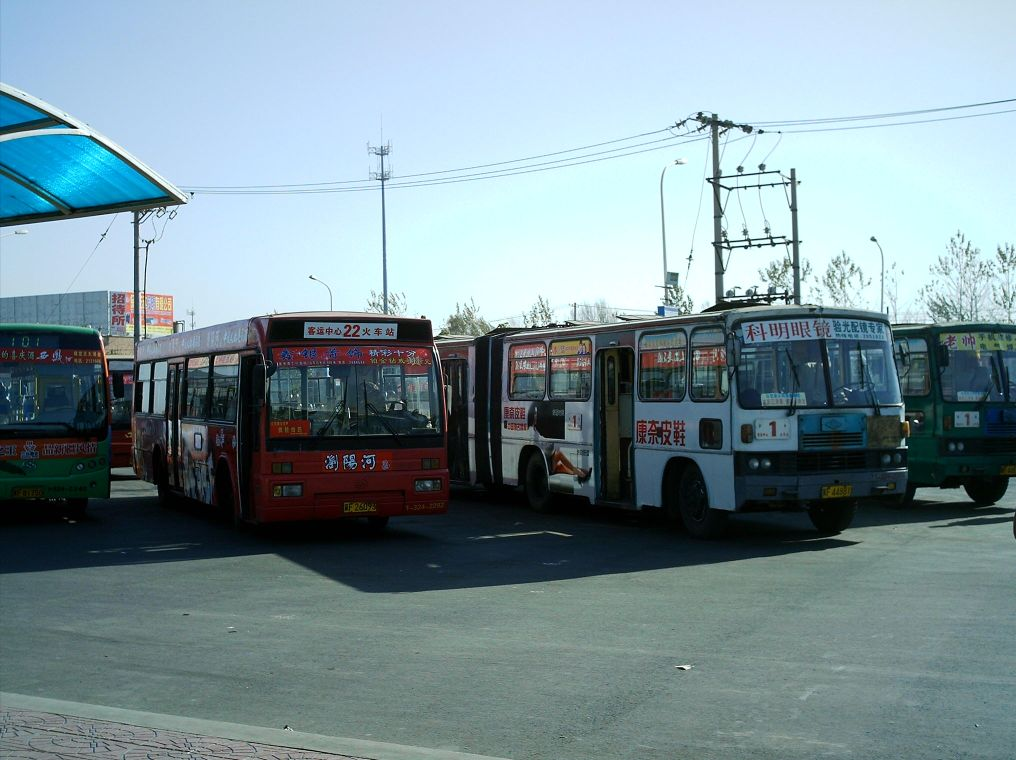
Міські автобуси в Баодіні
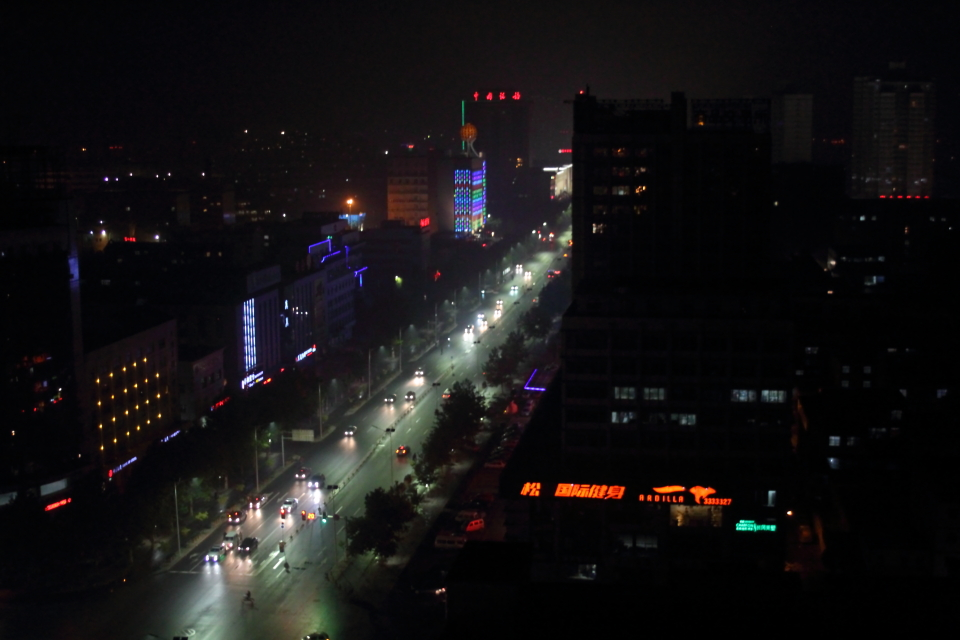
Баодін ввечері
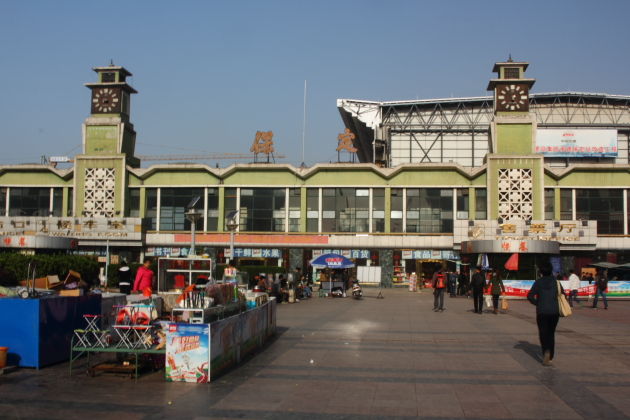
Старий залізничний вокзал Баодіна
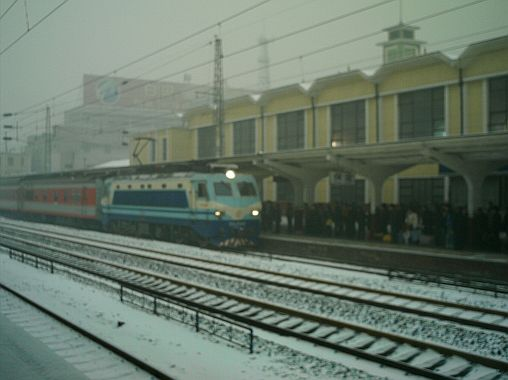
Старий залізничний вокзал Баодіна